# 45-я армия (СССР)

## Общая информация
45-я армия (45 А) сформирована в конце июля 1941 года в Закавказском военном округе на базе 23-го стрелкового корпуса. Первоначально в неё входили 138-я горнострелковая, 31-я и 136-я стрелковые, 1-я горнокавказская дивизии, 55-й УР, ряд артиллерийских и других частей. С 23 августа армия была включена в Закавказский фронт (с 30 декабря 1941 года Кавказский фронт). Во время Великой Отечественной войны прикрывала государственную границу с Турцией, а также охраняла коммуникации в Иране, куда советские войска были временно введены на основе советско-иранского договора 1921 года. 
После завершения войны части армии выведены из Ирана и полностью сосредоточены вдоль границы с Турцией. Летом 1945 года в армию включен вернувшийся из Европы 19-й стрелковый корпус. В феврале 1946 года армия была расформирована.

## Командующие
- генерал-майор Баронов К. Ф. (июль — октябрь 1941)
- полковник Харитонов А. А. (октябрь — декабрь 1941)
- генерал-майор Новиков В. В. (декабрь 1941 — апрель 1942)
- генерал-лейтенант Ремезов Ф. Н. (апрель 1942 — июль 1945)
- генерал-полковник Крейзер Я. Г. (июль 1945 — февраль 1946)

## Начальник штаба
- генерал-майор Хрящев, Андрей Алексеевич (ноябрь 1942 — февраль 1946)